# Tatort: Engel der Nacht
Engel der Nacht ist ein Fernsehfilm aus der Kriminalreihe Tatort. Der Film mit Eva Mattes als Kriminalhauptkommissarin Klara Blum wurde vom SWR und von Maran Film produziert und am 9. April 2007 erstmals in Deutschland ausgestrahlt. Diese 662. Folge der Tatort-Reihe ist der 11. Fall von Klara Blum und der 7. Fall von Kai Perlmann. Darin haben sie den Mord an einem Tierhandlungsbesitzer aufzuklären, den der schlafwandelnde Sohn vermutlich beobachtet hat.

## Handlung
In der Tierhandlung Heller wird der Besitzer erschossen aufgefunden und viele der Tiere wurden freigelassen. Der oft schlafwandelnde Sohn Manuel hat vermutlich etwas beobachtet, aber er ist verstört. Blum schließt nicht aus, dass das Kind geschossen haben könnte, weil es offensichtlich Blut an den Füßen hat. Der Sohn kennt sich sehr gut mit den Tieren aus und versorgt sie, bis sein älterer Bruder, der gerade einen Tiertransport übernommen hat, zurück ist. Damit der Junge selbst versorgt ist, überlässt ihn Blum der Obhut der Haushälterin Erika Sendel. Es stellt sich jedoch heraus, dass Heller sie gerade fristlos gekündigt hat, was auch auf sie einen Verdacht wirft. Nach ihren Aussagen veränderte sich ihr Chef nach dem Tod seiner Frau sehr und wurde immer unerträglicher.
Andreas Hellers Alibi ist fraglich, weil mit seinem Handy nachweislich von Baden-Baden aus ein Gespräch geführt wurde, sodass auch er zur Tatzeit in Konstanz gewesen sein konnte. Er gibt zu, nicht, wie er anfangs ausgesagt hat, noch in Köln gewesen zu sein, sondern bereits in Baden-Baden, wo er sich bis Mitternacht im Spielcasino aufhielt. Er verschweigt jedoch, dass er extreme Spielschulden hat und deshalb unter Druck steht.
Da Blum Manuel nicht bei der Haushälterin und auch nicht bei seinem Bruder lassen will, bis jeglicher Tatverdacht ausgeräumt ist, kümmert sie sich selbst um das Kind. Die Kinderpsychologin befürwortet dieses Vorgehen, um den Jungen vor weiteren psychischen Belastungen zu schützen. Blum bringt Manuel bei einer Freundin unter und lässt ihn unter Hypnose setzen, um mehr über die Tatnacht zu erfahren. Konkrete Hinweise bekommt sie so jedoch nicht.
Perlmann durchforstet die Computerdaten des Opfers und stößt auf geheime Konten in der Schweiz und auf einen möglichen illegalen Tierhandel. Die Kosten für die Privatbehandlung seiner an Krebs erkrankten Frau hatte Heller damit zu decken versucht. Eine Telefonrückverfolgung des Gesprächs von Andreas Heller führt zu Goran Semjonicic. Heller gibt an, ihn aus dem Spielcasino zu kennen und ihm eine große Summe Geld zu schulden.
Spätabends beobachtet Blum, wie Manuel zum wiederholten Mal eigenmächtig unterwegs ist. Sie verfolgt ihn und kann ihm in ein Versteck folgen, in dem sich Käfige mit geschützten Tieren befinden, die sein Vater illegal eingekauft hat. Aus Angst, dass „seinen“ Tieren etwas geschieht, ruft Manuel heimlich seinen Bruder an, um sich mit ihm zu treffen. Doch auch Semjonicic erscheint, da er an den lukrativen Tiergeschäften beteiligt werden will. Manuel führt die beiden zu einem Versteck in einer alten Schlossruine, doch sind dort mittlerweile alle Käfige leer. Während Semjonicic Manuel mit einer Pistole bedroht, damit er sagt, wo die Tiere sind, erscheint Blum, die bereits nach Manuel gesucht hat und sich denken konnte, wohin er gegangen ist. Sie erklärt, dass sie veranlasst hat, dass die Tiere in den Züricher Zoo gebracht werden. Semjonicic wird festgenommen, hat aber mit dem Mord an Heller nichts zu tun.
Unerwartet gibt Erich Sendel auf dem Präsidium an, Heller erschossen zu haben, weil dieser seine Frau auf unwürdigste Art behandelt hätte. Nachdem die Polizei einen Knopf seiner Busfahreruniform am Tatort gefunden hatte, geriet er in Zugzwang. Doch Blum findet heraus, dass nicht Erich Seidel, sondern seine Ehefrau selbst die Tat begangen hat. Mit seinem Geständnis wollte er sie aus Liebe schützen. Erika Sendel sagt aus, dass Heller sie 15 Jahre lang schlechter behandelt hat als seine Tiere, und dann hat er ihr auch noch am Tatabend gekündigt. So ist sie an Hellers Waffenschrank gegangen, hat den Revolver geholt und ihn erschossen.

## Hintergrund
Die Dreharbeiten zu diesem Tatort-Krimi fanden in Konstanz und der Umgebung von Konstanz unter dem Arbeitstitel Schlaf, Kindlein, Schlaf statt.

## Rezeption

### Einschaltquoten
Die Erstausstrahlung des Tatorts Engel der Nacht am 9. April 2007 (Ostermontag) wurde in Deutschland insgesamt von 6,02 Millionen Zuschauern gesehen. Damit wurde ein Marktanteil von 17,00 % erreicht.

### Kritiken
Der Tatort Engel der Nacht wird von Franz Solms-Laubach bei der Welt.de wie folgt beurteilt: „Der Film ist auf jeden Fall sehenswert. Es ist ein Tatort der leiseren Art, der sich sehr viel Zeit für die Charakterisierung seiner Protagonisten nimmt. Manchmal vielleicht sogar ein bisschen zuviel Zeit. Aber das ist nicht schlimm. Der Film vermeidet jeglichen schrillen Ton und fällt schon deshalb aus dem gewöhnlichen Krimi-Rahmen. Erst recht aus dem gewöhnlichen Tatort-Rahmen, der leider nur allzu oft langweilige Geschichten mit Effekthascherei zu überhöhen sucht.“
Feridun Zaimoglu bei Zeit.de kommentiert den Film mit den Worten: „Szenen von verblüffender Einfalt flimmern über den Bildschirm, wenn Kommissarin Blum zwischen Echsen und Nagern ermittelt.“
Bei Stern.de urteilt Kathrin Buchner kritisch über dieser Episode: „Vogelspinne, Gürteltier, Schimpanse, Schlangen – der Bodensee-Tatort war ein ziemlich tierisches Vergnügen. Richtig wild haben sich aber nur die Vertreter der menschlichen Rasse benommen: Zocker, Schwarzhändler und manisch Eifersüchtige bestimmten die Handlung des Krimis.“
Rainer Tittelbach von tittelbach.tv sieht den Film zwar als „solide, [aber auch als] blutleer, spannungsarm & stellenweise langweilig. Abgesehen vom Auftakt, den Jahn gekonnt mit Thriller-Elementen gestaltet, und den optisch verfremdeten Rückblenden ist die Inszenierung völlig unauffällig.“ Er konstatiert: „Der Bodensee-Tatort – Engel der Nacht lebt fast ausschließlich von der Beziehung zwischen der mütterlichen Kommissarin Blum und dem Tatzeugen. […] Außer dem Kinderdarsteller Henry Stange und ein paar Regie-Einfällen ein ‚Tatort‘ von der Stange.“
Die Kritiker der Fernsehzeitschrift TV-Spielfilm urteilen:

„Kinder, Tiere, keine Sensationen – schade!“